# Flora Republicii Centrafricane
Flora Republicii Centrafricane este diversă și variază în funcție de regiune:
- Păduri tropicale: În sud, se găsesc păduri dense, cu specii precum mahonul, abanosul și alte lemne valoroase.
- Savane: În centru și nord predomină savanele, cu ierburi înalte, arbori precum baobabul și salcâmul.
- Zone umede: În apropierea râurilor cresc vegetații de tip mangrove și papură.

Această diversitate susține atât fauna sălbatică, cât și economia locală prin exploatarea lemnului și agricultură.